# Trattato di Costantinopoli (1736)
Il trattato di Costantinopoli del 1736 fu un trattato concluso tra l'Impero ottomano e l'Impero persiano, siglato il 24 settembre 1736, che pose fine alla Guerra ottomano-persiana (1730-1735).

## Antefatto
Il Trattato di Ahmet Pasha (1732) tra i due paesi era stato trovato alla fine insoddisfacente. Il sultano ottomano Mahmud I non approvava l'abbandono di Tabriz e Nadir, futuro scià di Persia detronizzò Tahmasp II per accettare il controllo ottomano sul Caucaso.

## Guerra
Poco dopo il trattato di Ahmet Pasha, Nadir dichiarò guerra ed attaccò l'Iraq ed il Caucaso. L'Iraq, dopo alcune vittorie iniziali come la cattura di Kirkuk, continuò a resistere, ma nel Caucaso ebbe maggior successo. In meno di due anni gli ottomani dovettero abbandonare sia Tbilisi sia Erevan. Nel frattempo l'Impero russo era in procinto di attaccare quello ottomano in Crimea ed in Ucraina (vedi Guerra russo-turca (1735-1739)). Pertanto la Sublime porta venne costretta a siglare una pace con la Persia.

## I termini del trattato
Le discussioni iniziali tra Ali Pasha (per parte ottomana) e Mirza Muhammed (per parte persiana) in Iran circa i cambiamenti territoriali non presentarono particolari problemi. La competizione tra le sette islamiche però divenne il punto più caldo della discussione e spostò il problema sino a Costantinopoli. I termini conclusivi furono:
1. L'Impero ottomano dovette riconoscere Nadir quale nuovo scià di Persia.[7]
2. L'Impero ottomano dovette cedere il Caucaso alla Persia
3. L'Impero ottomano avrebbe dovuto permettere ai pellegrini persiani di recarsi annualmente a La Mecca (all'epoca sotto il controllo ottomano).

## Conseguenze
Col trattato di Ahmet Pasha la Persia aveva ottenuto l'Iran occidentale e col trattato di Costantinopoli la Persia era aumentata ulteriormente con l'annessione del Caucaso. Ma i piani di Nadir erano ben altri. Egli aveva intenzione di annettere l'Iraq e anche l'Anatolia orientale. Per questi motivi la guerra riprese nel 1743, ma questa volta non ebbe il successo sperato. (vedi Trattato di Kerden)